# Вільям Ле Рой Еммет
Вільям Ле Рой Еммет (10 липня 1859 – 26 вересня 1941) - інженер-електрик, який займався проектуванням великих поворотних перетворювачів та інших пристроїв для енергосистеми змінного струму.

## Біографія
Еммет народився в Нью-Рошелі, штат Нью-Йорк, в сім'ї Вільяма Дженкінса Еммета та Джулії Кольт Пірсон . Він  є правнуком Томаса Аддіса Еммета, адвоката,  старшим братом страченого ірландського націоналіста Роберта Еммета.  Батьки його матері - Джулія Кольт та Джосія Дж. Пірсон .Батьки його батька - Розіна Хаблі та Роберт Еммет.
Сестри Розіна Еммет Шервуд, Лідія Філд Еммет та Джейн Еммет де Глен були відомими художниками-портретистами . 
Його брати:
К. Темпл Еммет, адвокат та спортсмен,  закінчив клас Єльської лісової школи 1902 року;
Вільям Лерой Еммет, випускник Військово-морської академії США,  1881 року; 
Девере Еммет - видатний архітектор поля для гольфу; 
Річард Стоктон Еммет. 
Його дядько Джон Еммет відвідував Вест-Пойнт з 1814 по 1817 рік. 
Елен Еммет Ренд - двоюрідна сестра, художниця-портретистка
Навчався в Морській академії США  з 1876 по 1881 рік. До компанії Edison General Electric приєднався у 1891 році. Пізніше став співробітником General Electric Company (GE). Еммет був провідним захисником електричного руху суден від турбін. Під час Першої світової війни його системи використовувалися на американських кораблях.   Еммет  винайшов турбінну систему з ртутними парами для виробництва електроенергії.
В 1919 році за винаходи та розробки електричних приладів та двигунів Еммет отримав Едісонову медаль AIEE. В 1920 році  він отримав медаль Елліотта Крессона Інституту Франкліна і був обраний до Національної академії наук . Еммет працював до 70-х років у GE  і запатентував 122 свої розробки. 

## Письмо
Автобіографія Еммета  була опублікована Fort Orange Press в статті « Автобіографія інженера».

## Зовнішні посилання
- Біографічні мемуари Національної академії наук [Архівовано 17 листопада 2020 у Wayback Machine.]